# California State University - East Bay
De California State University - East Bay (CSUEB), vaak verkort tot Cal State East Bay of CSU East Bay, is een Amerikaanse openbare universiteit in het oosten van de San Francisco Bay Area in Californië. De universiteit heeft haar hoofdcampus in de stad Hayward in Alameda County, met bijkomende leslocaties in Oakland en Concord. Cal State East Bay maakt deel uit van het California State University-systeem, dat in totaal 23 campussen telt, waaronder nog vier universiteiten rond de Baai van San Francisco. In 2005 nam de universiteit een nieuwe, bredere missie aan om het hoger onderwijs in de hele oostelijke regio van de baai van hoger onderwijs te voorzien. Voordien heette de universiteit California State University - Hayward.
Er studeren meer dan 14.000 studenten aan Cal State Easy Bay. Als een van de weinige CSU-universiteiten deelt deze universiteit het schooljaar in kwartalen in. 

## Alumni
Enkele bekende alumni van Cal State East Bay zijn:
- Mark Curry, acteur en komiek
- Joe Morgan, voormalig honkbalspeler
- Timothy P. White, rector

Bekende stafleden zijn theateracteur en -regisseur Dakin Matthews, kunstschilder Mel Ramos en historicus Theodore Roszak.